# Приказ Астраханских дел
Приказ Астраханских дел — временный орган центрального управления, созданный для управления делами Астрахани и её окрестностей. Существовал в 1643 году во время царствования Михаила Фёдоровича.
Приказ Астраханских дел относился к той группе приказов, что создавались царской властью для решения экстраординарных вопросов. А после решения этих вопросов подобные приказы расформировывались. Создание приказа Астраханских дел было вызвано переселением калмыков из Джунгарии на берега Северного Каспия и в Нижнее Поволжье и попыткой калмыков стать буфером между Русским царством и местными народами.

## Появление калмыков
В 1618 году калмыцкий тайша Хо-Урлюк узнав о том, что земли «побережья Каспийского моря пустые» решил вместе с торгутами и хошоутами переселится из Джунгарии на запад. В 1623 году калмыки вступили в контакт с послами тобольского воеводы. Первое взаимодействие было неудачным: русских послов избили и направили обратно. Российское государство хотело, чтобы калмыки приняли российское подданство. Калмыки хотели поселиться на землях между Эмбой и Волгой, а подданство принимать не желали. Между этими реками в начале XVII века уже жили ногайцы, яицкие казаки, башкиры и другие народы. Царское правительство рассматривало их всех как своих прямых подданных и вассалов с той или иной степенью автономии от воеводской власти. Калмыки же пытались поставить эти земли под свой контроль. И выражая на переговорах в 1630-е годы готовность признать верховную власть царя они стремились к подчинению ногайцев иных кочевников.
Ногайцы Большой Орды видя что не помогает дипломатическое давление России, ни они сами не могут противостоять калмыкам, начали откочевывать в земли Малой Орды (которая часто ориентировалась на враждующее с Россией Крымское ханство).

## Конфликт у Астрахани и создание приказа
В 1642 году донские казаки покинули Азов, что рядом окрестных народов было воспринято как слабость.
В 1643 году из крымских степей в Поволжье вернулись ногайцы с мурзами Естерек, Салтанат, Салтаналы. Они в количестве 10 тысяч человек решили снова перейти в русское подданство. Астраханский воевода князь Фёдор Андреевич Телятевский принял присягу, но во время церемонии взял в плен тех ногайских мурз, которые раньше не подчинились царским приказам, а их владения разорил. Этот поступок воеводы должен был продемонстрировать твёрдость царской власти. Ногайцы обратились с жалобой к царю, а также начали переговоры с калмыками ища у тех поддержку. 19 февраля 1643 года ногайцы с помощью калмыков уничтожили русский гарнизон и захватили много пленных, а затем откочевали на побережья Яика. Ногайский мурза Баян-Ерке в письме астраханскому воеводе Телятевскому предложил обменять пленных. В это время пришел ответ из Москвы на жалобу ногайцев: князь Ф. А. Телятевский был освобожден от должности воеводы. Новому воеводе князю И. Трахониотову было приказано не только идти на калмыков, но не притеснять ногайцев а защищать их. Но ногайцы продолжили свою откочевку, одни ушли на Терек, другие переселились в окрестности городов Царицын и Саратов.
В ситуации, когда возникла угроза утраты Астрахани в Москве был создан приказ Астраханских дел. В апреле — мае 1643 года под руководством князя Юрия Андреевича Сицкого (в это же время возглавлявшим Разбойный и Сыскной приказы) и дьяка С. Угоцкого (одновременно служившем в Серебряной и Оружейной палатах) была организована «выдача жалования воеводам, дьякам, стрелецким и письменным головам», что были отправлены весной 1643 года в Астрахань.
В 1643 году царское правительство договорилось с калмыцкими тайшами о том как они будут взаимодействовать.

## Руководители приказа Астраханских дел (23 апреля — 16 мая 1643 года)
- боярин — кн. Юрий Андреевич Сицкий;
- дьяк — Степан Угоцкий.